# Mauro Abel Richeze
Mauro Abel Richeze (né le 7 décembre 1985 à Buenos Aires) est un coureur cycliste argentin, membre de l'équipe Chimbas Te Quiero. Il commence sa carrière professionnelle en 2008 dans l'équipe CSF Group Navigare. Ses frères Roberto, Maximiliano et Adrián sont également coureurs cyclistes.

## Palmarès sur route

### Par années
- 2005
  - 1re étape des 500 Millas del Norte
  - 3e des 500 Millas del Norte
- 2006
  - Vuelta Leandro N. Alem
  - 6eb étape de la Doble Bragado
  - 2e du Mémorial Vincenzo Mantovani
- 2007
  - 5e étape de la Doble Bragado
  - Mémorial Giuseppe Polese
  - La Popolarissima
  - Circuito del Termen
  - Notturna di Piombino Dese
  - Medaglia d'Oro Ottavio Bottecchia
  - Astico-Brenta
  - Gran Premio Fiera del Riso
  - 2e du Circuito di Sant'Urbano
  - 2e du Gran Premio della Possenta
  - 2e du Circuito dell'Assunta
  - 3e de Vicence-Bionde
- 2008
  - 9e étape du Tour de Langkawi
  - 2e du Memorial Viviana Manservisi
- 2010
  - Mendoza-San Juan
  - 10e étape du Tour de Mendoza
- 2011
  - 6eb étape du Tour d'Uruguay
- 2012
  - 6e étape du Tour de Mendoza
  - 1re étape du Tour de Corée
  -  Médaillé d'argent du championnat panaméricain sur route
  - 3e de la Coppa Bernocchi
- 2013
  - 3e et 4e étapes du Mzansi Tour
  - 2e étape de la Flèche du Sud
  - 2e et 5e étapes du Tour de Serbie
  - 1re étape du Tour de Tolède
- 2014
  - 9e étape du Tour de Mendoza
  - Gran Premio Aniversario Tres de Febrero
  - 1re, 2e et 6e étapes de la Vuelta al Valle
  - 3e du Criterium de Apertura
- 2015
  - 4e étape de la Doble Bragado
  - Criterium de Apertura
  - 1re étape de la Vuelta al Valle
  - 6e et 7e étapes du Tour du Costa Rica
- 2016
  -  Champion d'Argentine sur route
  - 1re étape du Tour de San Juan
  - 3e étape du Tour de San Rafael
  - 8e étape de la Vuelta a la Independencia Nacional
  - 2e de la Clásica 1° de Mayo
- 2017
  - Prologue du Giro del Sol San Juan (contre-la-montre par équipes)
  - 3ea étape du Tour d'Uruguay
  - Clásica 1° de Mayo
  - Grand Prix de la ville de Río Tercero :
    - Classement général
    - 2e étape

  - 2e et 3e étapes du Tour du Chili
  - Vuelta a la Bebida :
    - Classement général
    - 3e étape
- 2018
  - 1re étape du Tour de Sarmiento
  - 3e étape de la Doble Calingasta
- 2021
  - 1re étape de la Vuelta al Valle
  - 1re étape de la Doble Chepes
  - 3e de la Doble Media Agua
- 2022
  - Doble Difunta Correa
  - Mendoza-San Juan
  - 3e étape de la Doble Calingasta
  - 2e de la Doble Calingasta

### Classements mondiaux
| Année            | 2008 | 2009 | 2010 | 2011 | 2012   | 2013 | 2014 | 2015 | 2016 | 2017 | 2018 |
| ---------------- | ---- | ---- | ---- | ---- | ------ | ---- | ---- | ---- | ---- | ---- | ---- |
| UCI Africa Tour  |      |      |      |      |        | 92e  |      |      |      |      |      |
| UCI America Tour |      |      |      | 102e | 23e    |      | 357e | 118e | 383e | 228e | 161e |
| UCI Asia Tour    | 51e  |      |      |      | 118e   |      |      |      |      |      |      |
| UCI Europe Tour  | 276e | 659e |      |      | 1 031e | 401e |      |      |      |      |      |

## Palmarès sur piste

### Championnats panaméricains
- Mexico 2013
  -  Médaillé d'or de la poursuite par équipes
  - Huitième de la course scratch[15].
- Aguascalientes 2014
  -  Médaillé d'argent de la poursuite par équipes
  - Cinquième de l'omnium[16]
- Santiago 2015
  - Quatrième de la poursuite par équipes (avec Juan Ignacio Curuchet, Mauro Agostini et Adrián Richeze)[17]
  - Neuvième de la poursuite individuelle[18]
  - Treizième de la course scratch[18]

### Jeux sud-américains
- Santiago 2014
  -  Médaillé d'argent de la poursuite par équipes